# Latécoère 380
Latécoère 380 là một loại tàu bay chở thư chế tạo ở Pháp năm 1928, được hãng Aéropostale sử dụng trên tuyến đường bưu phẩm tới Nam Mỹ.

## Biến thể
- Latécoère 380 – phiên bản chở bưu phẩm (2 chiếc)
- Latécoère 381 – phiên bản tuần tra hàng hải (3 chiếc).

### Biến thể không chế tạo
- Latécoère 382
- Latécoère 383
- Latécoère 383 bis
- Latécoère 384
- Latécoère 384 bis
- Latécoère 385
- Latécoère 386

## Quốc gia sử dụng
France
- Aéronavale
  - Escadrille 3E3 (Saint-Raphaël, 1934)
- Aéropostale

## Tính năng kỹ chiến thuật (Laté 380)

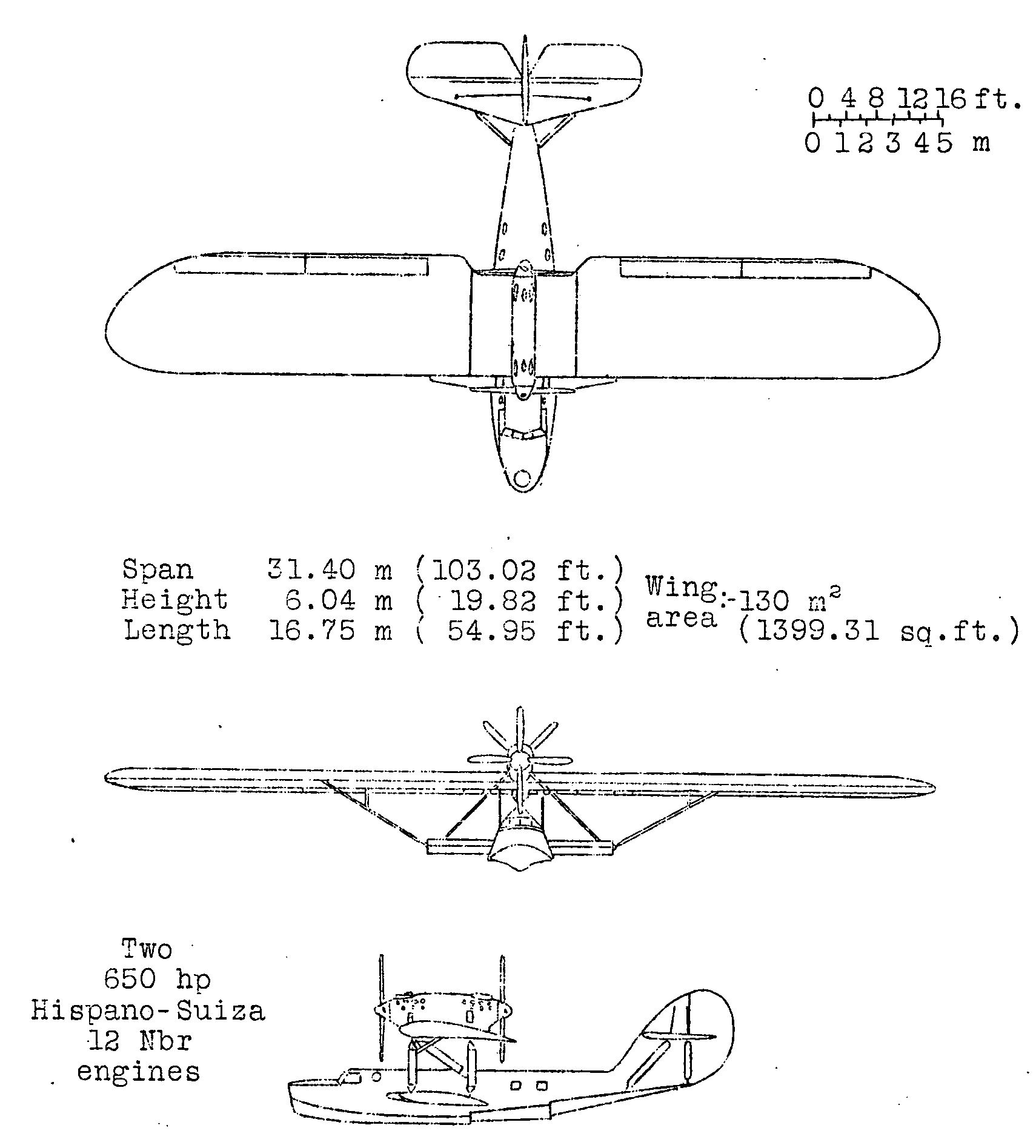
Latécoère 380 380 3-view NACA Aircraft Circular No.136

Đặc điểm tổng quát
- Kíp lái: 3
- Chiều dài: 17.20 m (56 ft 65 in)
- Sải cánh: 31.40 m (103 ft 0 in)
- Diện tích cánh: 130.0 m2 (1,400 ft2)
- Trọng lượng rỗng: 5.475 kg (12.070 lb)
- Trọng lượng có tải: 9.475 kg (20.889 lb)
- Powerplant: 2 × Hispano-Suiza 12Ydrs, 511 kW (685 hp) mỗi chiêc

Hiệu suất bay
- Vận tốc cực đại: 209 km/h (130 mph)
- Tầm bay: 4.000 km (2.190 dặm)
- Trần bay: 4.700 m (15.400 ft)